# Michael Stumpf (Biologe)
Michael P. H. Stumpf (* 1970 in Regensburg) ist ein deutscher Biologe und Wissenschaftler auf dem Gebiet der Systembiologie. Er hat Beiträge zur Evolutions- und Populationsgenetik geleistet.

## Leben
Stumpf wurde in Regensburg geboren und ist in Straubing und Rothenburg ob der Tauber aufgewachsen. Er studierte Physik in Tübingen, Sussex und Göttingen. Nach seinem Diplom in Physik setzte er sein Studium als Doktorand an der University of Oxford fort, wo er 1999 zum DPhil. in der Statistischen Physik promoviert wurde. Während seiner Doktorandenzeit war er Mitglied des Balliol College. 1999 wechselte Stumpf zur Biologie und arbeitete drei Jahre am Institut für Zoologie der Universität Oxford bei Robert May, Baron May of Oxford. Von 2003 bis 2018 arbeitete Stumpf am Centre for Bioinformatics at Imperial College, London. 2007 erhielt Stumpf den Lehrstuhl für Theoretische Systembiologie am Imperial College, London. 2011 wurde ihm die Rector’s Medal for Excellence in Research Supervision verliehen.
Seit 2018 ist er Professor für Theoretische Systembiologie an der University of Melbourne in Australien. 2022 wurde Stumpf mit dem ARC Australian Laureate Fellowship ausgezeichnet.

## Werk
Stumpfs Forschung deckt ein breites Feld ab:
- Analyse komplexer biologischer Netzwerke, einschließlich der Protein-Interaktion
- Erkennung regulatorischer Elemente mit vergleichender Genomik
- Populationsgenetik[2]